# 鹤龄镇
鹤龄镇，是中华人民共和国四川省广元市剑阁县下辖的一个乡镇级行政单位。在剑阁县东部。有曲酒厂、水库、电站等。为县东农副产品集散地。剑苍公路经此。

## 沿革
1950年设鹤龄乡，1958年为鹤龄公社，1984年复乡，1985年撤乡设镇。1992年鸯溪乡并入。

## 行政区划
鹤龄镇下辖以下地区：
凤凰社区、赤化村、金珠村、柏林村、长寿村、永兴村、石垭村、龙潭村、青木村、会龙村、翠柏村、化林村、岳坪村、白鹤村、金银村、绿水村和印盒村。